# Мускулолёт вертолётного типа
Мускулолёт вертолётного типа — один из типов мускулолёта, летательного аппарата тяжелее воздуха, способного нести как минимум одного человека и приводимого в действие с помощью мускульной силы (как правило, педалирования). В отличие от успешно разрабатываемых и получивших сравнительно большое распространение мускулолётов самолётного типа, мускулолёты-вертолёты пока существуют лишь в виде опытных образцов.
В 1980 году Американским вертолётным обществом для поощрения разработки мускулолёта вертолётного типа был учреждён Приз Сикорского. За прошедшее время было создано порядка 20 моделей, только 5 из которых смогли подняться в воздух. Приз Сикорского был вручён в июле 2013 года команде студентов и выпускников Торонтского университета под названием AeroVelo, построившим аппарат Atlas и совершившей на нём управляемый полёт продолжительностью более 60 секунд.